# عجوقة تركستانية
عجوقة تركستانية (الاسم العلمي: Ajuga turkestanica) هي نوع نباتي يتبع جنس العجوقة من فصيلة الشفوية.